# Baiti
Baiti (lokal auch Baitsi [bɛˈitʃi]) ist ein Distrikt des Inselstaats Nauru, im Nordwesten der Insel. Er grenzt an Uaboe im Südwesten, an Ewa im Nordosten, an Anabar im Osten und an Anibare im Südosten. Er ist 1,2 km² groß und hat 523 Einwohner. Baiti ist ein Teil des Wahlkreises Ubenide.
Baiti hat seinen Namen vom gleichnamigen Dorf Baiti; jedoch ist nicht bekannt, welche Bedeutung das Wort hat.

## Historische Dörfer
Bis 1968 war der heutige Distrikt Baiti ein Gau, welcher aus 15 historischen Dörfern bestand.
- Adrurior
- Aeonun
- Anakawida
- Anut
- Ataneu
- Atirabu
- Baiti
- Deradae
- Ibedwe
- Imangengen
- Imaraga
- Mangadab
- Mereren
- Umaruru
- Yatabang